# Astranthium orthopodum
Astranthium orthopodum là một loài thực vật có hoa trong họ Cúc. Loài này được (B.L.Rob. & Fernald) Larsen mô tả khoa học đầu tiên năm 1933.